# RMS Baltic
RMS Baltic là một con tàu đi biển thuộc sở hữu của công ty White Star Line nước Anh, phục vụ từ năm 1904 đến năm 1933. Với tổng trọng tải 23.876 tấn, Baltic là con tàu lớn nhất thế giới cho đến năm 1905. Baltic cũng là con tàu thứ tư trong lớp tàu Big Four của White Star Line (ba chiếc kia là Celtic, Cedric và Adriatic).
Ngày 21 tháng 11 năm 1903, Baltic được hạ thủy tại Harland and Wolff ở Belfast và thực hiện chuyến ra khơi đầu tiên từ cảng Liverpool tới thành phố New York ngày 29 tháng 6 năm 1904 với thuyền trưởng Edward Smith (sau này là thuyền trưởng trên con tàu Titanic).
Ngày 23 tháng 1 năm 1909, Baltic của thuyền trưởng J.B.Ranson cứu được những người sống sót sau vụ va chạm giữa tàu RMS Republic của White Star Line và SS Florida ở vùng biển phía Đông Bắc của Mỹ. Sau đó con tàu Republic đã bị chìm.
Ngày 30 tháng 6 năm 1910, Baltic đã có vụ va chạm với chiếc tàu hơi nước Standard của Đức. Sau đó, Baltic đã bị thủng một lỗ nhưng không làm chìm tàu do nó nằm trên mực nước, trong khi chiếc Standard bị hư hại rất nặng.

Ngày 14 tháng 4 năm 1912 Baltic đã gửi một thông điệp cảnh báo đến con tàu Titanic:
"Có nhiều tảng băng đang trôi trong khoảng vĩ độ 41 độ 51 phút bắc và kinh độ 49 độ 52 phút tây. Chúc các bạn tránh được băng thành công."
Baltic cũng đã tham gia giải cứu các nạn nhân trong vụ chìm tàu Northern Light vào ngày 6 tháng 12 năm 1929.
Ngày 17 tháng 2 năm 1933, Baltic bị phá dỡ ở Osaka, Nhật Bản